# Arenarba arenacea
Arenarba arenacea är en fjärilsart som beskrevs av George Francis Hampson 1893. Arenarba arenacea ingår i släktet Arenarba och familjen nattflyn. Inga underarter finns listade i Catalogue of Life.